# Mat Dickie
Mat Dickie (* 1981 Anglie) je anglický vývojář nezávislých her, své hry vydává pod pseudonymem MDickie. Mezi jeho nejznámější díla patří především hry na Android a iOS operační systémy (Hard Time, Wrestling Revolution, Wrestling Revolution 3D, School Days, ...). Jeho první hrou pro PC je „Hardy Boyz Stunt Challenge“ (2000) a první hrou pro mobilní platformy „CM Punk's Promo Cutter“ (2011). Mat Dickie své hry vytváří sám, a proto je často nazývá „Nejhoršími hrami na světě, které zabavily dost lidí“. Mat je velkým fanouškem WWE, což lze poznat i v jeho hrách nebo v samotných názvech jeho her.